# Municipio de Jefferson (condado de Greene, Indiana)
El municipio de Jefferson (en inglés: Jefferson Township) es un municipio ubicado en el condado de Greene en el estado estadounidense de Indiana. En el año 2010 tenía una población de 2094 habitantes y una densidad poblacional de 24,84 personas por km².

## Geografía
El municipio de Jefferson se encuentra ubicado en las coordenadas 39°8′3″N 86°58′54″O / 39.13417, -86.98167. Según la Oficina del Censo de los Estados Unidos, el municipio tiene una superficie total de 84.31 km², de la cual 83,94 km² corresponden a tierra firme y (0,44 %) 0,37 km² es agua.

## Demografía
Según el censo de 2010, había 2094 personas residiendo en el municipio de Jefferson. La densidad de población era de 24,84 hab./km². De los 2094 habitantes, el municipio de Jefferson estaba compuesto por el 98,9 % blancos, el 0,05 % eran afroamericanos, el 0,24 % eran amerindios, el 0,1 % eran asiáticos, el 0,33 % eran de otras razas y el 0,38 % eran de una mezcla de razas. Del total de la población el 1,05 % eran hispanos o latinos de cualquier raza.